# Warmingia
Warmingia es un género con cuatro especies de orquídeas. Es originario de Sudamérica.

## Descripción
Son orquídeas de pequeño tamaño con pseudobulbo cilíndrico o cónico, con una hoja angosta ligeramente coriácea, con peciolo corto y comparativamente muy grande. Las flores nacen en una inflorescencia racemosa con muchas flores. Las flores tienen sépalos y pétalos de forma y tamaño similar, acuminados, los pétalos con los márgenes algo más amplios y dentados. El labio es sésil o unguiculado, profundamente trilobulado, con lóbulos laterales grandes estirados a los lados de los bordes dentados, y el mediano largo y estrecho pareciéndose un poco a los pétalos. La antera es dorsal.

## Distribución
Solo cuatro especies, de hábitos epífitas y de crecimiento cespitoso componen este género afín a Notylia, con sólo una especie en Brasil y Argentina, o dos, si tenemos en cuenta las especies con algunas variaciones morfológicas autónomas. Otra especie, se encuentra en Ecuador, Bolivia y  Costa Rica, siempre en los bosques tropicales.

## Evolución, filogenia y taxonomía
Fue propuesto por Rchb.f. en Otia Hamburgensia Botanica 87 en el año 1881. La especie tipo del género es Warmingia eugenii Rchb.f.  Hubo otro género de plantas con ese nombre que antes pertenecía a la familia Anacardiaceae, sin embargo, se considera sin efecto.

## Etimología
El nombre de este género es un homenaje al coleccionista danés de orquídeas Eugenio Warming.

## Especies deWarmingia
- Warmingia buchtienii  (Schltr.) Schltr. ex Garay & Christenson (1996)
- Warmingia eugenii  Rchb.f. (1881) - Typus Species
- Warmingia holopetala  Kraenzl. (1920)
- Warmingia zamorana  Dodson (1989)